# Фуерте-Олімпо
Фуерте-Олімпо (ісп. Fuerte Olimpo ісп. вимова: [ˈfweɾte oˈlimpo]) — столиця парагвайського департаменту Альто-Парагвай, раніше відоме під назвою Фуерте-Борбон (Fuerte Borbón).

## Географія
Місто розташоване за 828 км від Асунсьйона на березі річки Парагвай, у східній частині Північного Чако біля гирла річки Ріо-Бланко. Місто часто називають «воротами до Пантаналу» через його розташування на заболоченій території Парагвайський Пантанал.

### Клімат
Місто знаходиться у зоні, котра характеризується кліматом тропічних саван. Найтепліший місяць — січень із середньою температурою 28.5 °C (83.3 °F). Найхолодніший місяць — червень, із середньою температурою 21.1 °С (70 °F).
| Клімат Фуерте-Олімпо    | Клімат Фуерте-Олімпо | Клімат Фуерте-Олімпо | Клімат Фуерте-Олімпо | Клімат Фуерте-Олімпо | Клімат Фуерте-Олімпо | Клімат Фуерте-Олімпо | Клімат Фуерте-Олімпо | Клімат Фуерте-Олімпо | Клімат Фуерте-Олімпо | Клімат Фуерте-Олімпо | Клімат Фуерте-Олімпо | Клімат Фуерте-Олімпо | Клімат Фуерте-Олімпо |
| Показник                | Січ.                 | Лют.                 | Бер.                 | Квіт.                | Трав.                | Черв.                | Лип.                 | Серп.                | Вер.                 | Жовт.                | Лист.                | Груд.                | Рік                  |
| Середня температура, °C | 28,5                 | 28,1                 | 27,3                 | 25,3                 | 22,9                 | 21,1                 | 21,3                 | 22,6                 | 24,7                 | 26,5                 | 27,5                 | 28,2                 | 25,3                 |
| Норма опадів, мм        | 167.8                | 136.6                | 104.4                | 100.8                | 82.8                 | 43.4                 | 38.9                 | 41.4                 | 58.2                 | 128.2                | 131.7                | 153.9                | 1188.1               |
| Днів з опадами          | 11,6                 | 9,4                  | 9                    | 7,3                  | 5,8                  | 5                    | 3,7                  | 4,1                  | 5,4                  | 8,1                  | 9                    | 10,3                 | 88,7                 |
| Вологість повітря, %    | 72                   | 73.7                 | 74.1                 | 74.3                 | 75.8                 | 75.2                 | 68.1                 | 63.6                 | 62.6                 | 64.4                 | 67.2                 | 69.6                 | 70.1                 |
| ----------------------- | -------------------- | -------------------- | -------------------- | -------------------- | -------------------- | -------------------- | -------------------- | -------------------- | -------------------- | -------------------- | -------------------- | -------------------- | -------------------- |
| Джерело: Weatherbase    |                      |                      |                      |                      |                      |                      |                      |                      |                      |                      |                      |                      |                      |

## Історія
Місто було засноване Іспанією в 1792 під назвою Фуерте-Борбон губернатором Хоакіном Алосом-і-Бру, який послав коменданта Хосе Антоніо де Савала-і-Дельгаділло, щоб захистити територію від Virreinato del Río de la Plata від бандейрантів із Бразилії. Перше поселення було між бразильськими Форт Порто-Карреро та Фечо-душ-Моррос. Для заснування запросили касіка Мбайяса.
Під час правління Хосе Гаспара Родрігеса де Франсія його називали Фуерте Олімпо (Fuerte Olimpo), можливо, через головний Cerro (пагорб), який, як кажуть, нагадував гору Олімп у стародавній Греції. У той час парагвайський суверенітет створив вільний порт для бразильської торгівлі.